# Huasac
Huasac es una localidad peruana ubicada en el Distrito de Caicay, en la provincia de Paucartambo, región Cusco. Se encuentra a una altitud de 3495 m s. n. m. Tenía una población de [¿cuántos?] habitantes en 1993.

## Lugares de interés
- Iglesia colonial San Francisco de Asís: En el 2011 diversas piezas fueron robadas.[2]

## Clima
| Parámetros climáticos promedio de Huasac | Parámetros climáticos promedio de Huasac | Parámetros climáticos promedio de Huasac | Parámetros climáticos promedio de Huasac | Parámetros climáticos promedio de Huasac | Parámetros climáticos promedio de Huasac | Parámetros climáticos promedio de Huasac | Parámetros climáticos promedio de Huasac | Parámetros climáticos promedio de Huasac | Parámetros climáticos promedio de Huasac | Parámetros climáticos promedio de Huasac | Parámetros climáticos promedio de Huasac | Parámetros climáticos promedio de Huasac | Parámetros climáticos promedio de Huasac |
| Mes                                      | Ene.                                     | Feb.                                     | Mar.                                     | Abr.                                     | May.                                     | Jun.                                     | Jul.                                     | Ago.                                     | Sep.                                     | Oct.                                     | Nov.                                     | Dic.                                     | Anual                                    |
| ---------------------------------------- | ---------------------------------------- | ---------------------------------------- | ---------------------------------------- | ---------------------------------------- | ---------------------------------------- | ---------------------------------------- | ---------------------------------------- | ---------------------------------------- | ---------------------------------------- | ---------------------------------------- | ---------------------------------------- | ---------------------------------------- | ---------------------------------------- |
| Temp. media (°C)                         | 11.4                                     | 11.3                                     | 11.5                                     | 10.8                                     | 9.4                                      | 8                                        | 7.8                                      | 8.9                                      | 11.4                                     | 11.6                                     | 11.6                                     | 11.4                                     | 10.4                                     |
| Temp. mín. media (°C)                    | 5                                        | 5.2                                      | 5.1                                      | 3.3                                      | 0.7                                      | -1.8                                     | -1.9                                     | -0.9                                     | 2.2                                      | 3.5                                      | 3.9                                      | 4.8                                      | 2.4                                      |
| Fuente: climate-data.org                 |                                          |                                          |                                          |                                          |                                          |                                          |                                          |                                          |                                          |                                          |                                          |                                          |                                          |